# بيت دي
بيت دي (بالإنجليزية: Pete Dye)‏ هو لاعب غولف ومهندس المناظر الطبيعية ومهندس معماري أمريكي، ولد في 29 ديسمبر 1925 في يوربانا في الولايات المتحدة.